# Maay Maay
Maay Maay (också känt som Af-Maay, Af-Maymay, Rahanween, Rahanweyn eller helt enkelt Maay, och ibland uttalats som Mai Mai) tillhör de afroasiatiska språken.  Det är det näst största språket i Somalia. Mayspråket talas huvudsakligen av somalier som bor i Konfur-galbed regionerna. 
Bayregionens huvudstad Baidoa har varit huvudfäste för TFG-regeringen sedan år 2005 innan de återsattes i landets huvudstad, Mogadishu, av etiopiska trupper.
Det uppskattas vara ungefär 4 miljon till 5 miljon somalier som talar mayspråket men tillförlitliga uppgifter saknas. Alfabet och lexikon på mayspråket saknas.